# Adelpha pithys
Espèce
Adelpha pithys  est une espèce de papillon de la famille des Nymphalidae, sous-famille des Limenitidinae et du genre des Adelpha.

## Dénomination
Adelpha pithys a été décrit par Henry Walter Bates en 1864 sous le nom initial d'Heterochroa pithys.

### Noms vernaculaires
Adelpha pithys se nomme Pithy Sister en anglais.

## Description
Adelpha pithys est un papillon au dessus marron orné d'une bande orange sur la moitié côté bord costal de l'aire postdiscale des ailes antérieures et d'une bande blanche allant aux ailes postérieures de l'angle anal au bord costal et se continuant aux ailes antérieures sur plus de la moitié de l'aire discale. L'angle anal des ailes postérieures est marqué d'une tache orange.
Le revers est rose cuivré taché de rose nacré avec la même bande blanche que sur le dessus.

## Écologie et distribution
Adelpha pithys est présent au Mexique et au Guatemala.

### Protection
Pas de statut de protection particulier.